# Союз TMA-22
«Союз ТМА-22» — російський пілотований космічний корабель, на якому здійснено політ до міжнародної космічної станції (МКС). Це двадцять восьмий політ корабля серії «Союз». До складу екіпажу корабля ввійшли космонавти Антон Шкаплеров (Росія), Анатолій Іванишин (Росія) та Деніел Бербанк (США). На МКС вони входили до складу Двадцять дев'ятої та тридцятої довготривалих експедицій. Старт пілотованого космічного корабля «Союз ТМА-22» був здійснений 14 листопада 2011 року.
Цим запуском завершилася експлуатація пілотованих кораблів серії «Союз ТМА», в якому використовуються аналогові системи керування. На зміну їм приходять «цифрові» пілотовані кораблі серії «Союз TMA-М».
27 квітня 2012 о 11:45 (UTC) корабель здійснив посадку в районі м. Аркалик в Казахстані.

## Екіпаж

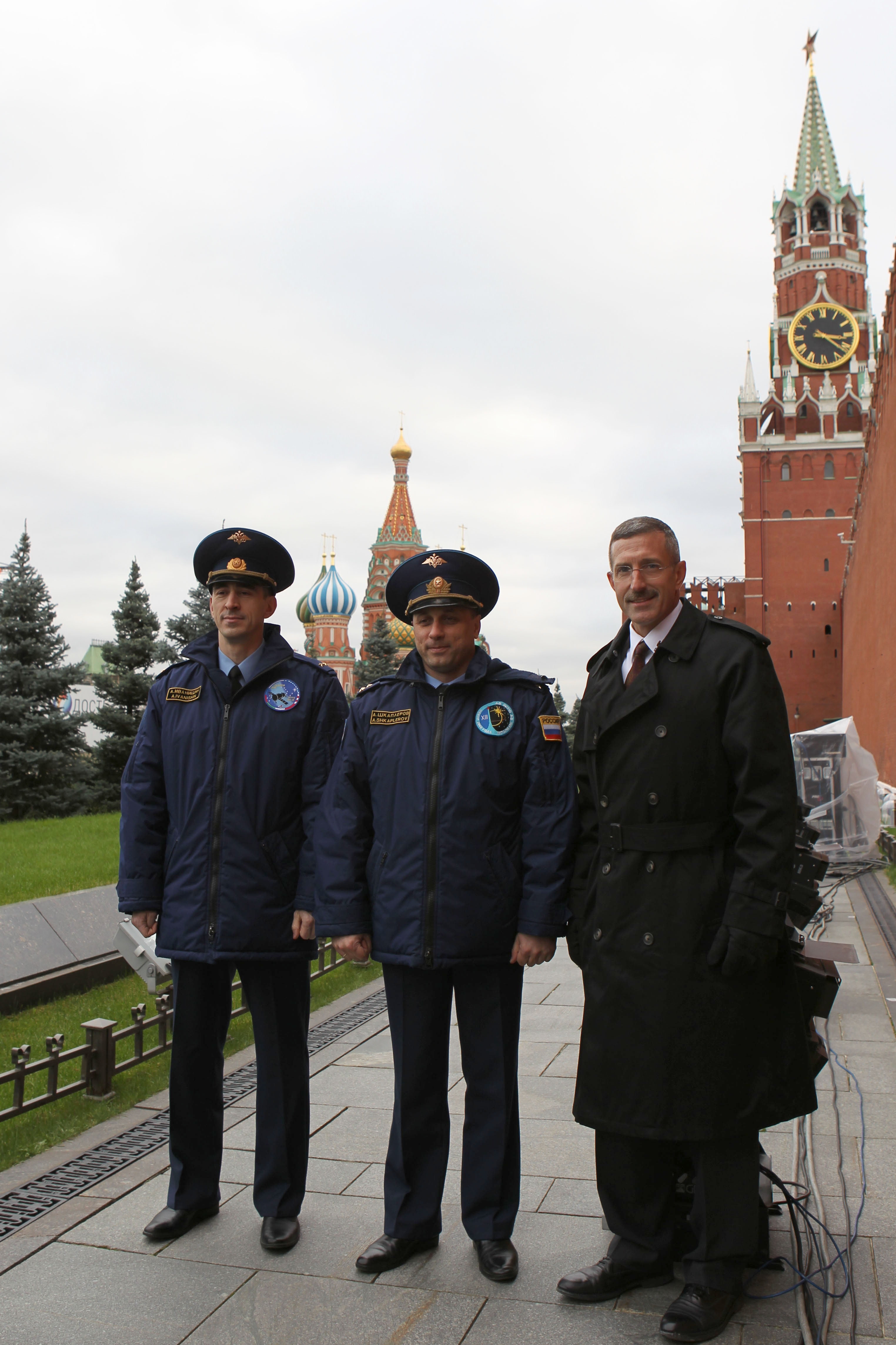
Члени екіпажу проводять церемоніальний тур по Красній площі (24 жовтня 2011)

### Основний
| Посада                                 | Член екіпажу     |
| -------------------------------------- | ---------------- |
| Антон Шкаплеров (ФКА) (перший політ)   | Командир екіпажу |
| Анатолій Іванишин (ФКА) (перший політ) | Бортінженер      |
| Деніел Бербанк (НАСА) (третій політ)   | Бортінженер      |

### Дублюючий
| Посада                 | Член екіпажу     |
| ---------------------- | ---------------- |
| Геннадій Падалка (ФКА) | Командир екіпажу |
| Сергій Ревін (ФКА)     | Бортінженер      |
| Джозеф Акаба (НАСА)    | Бортінженер      |

## Галерея

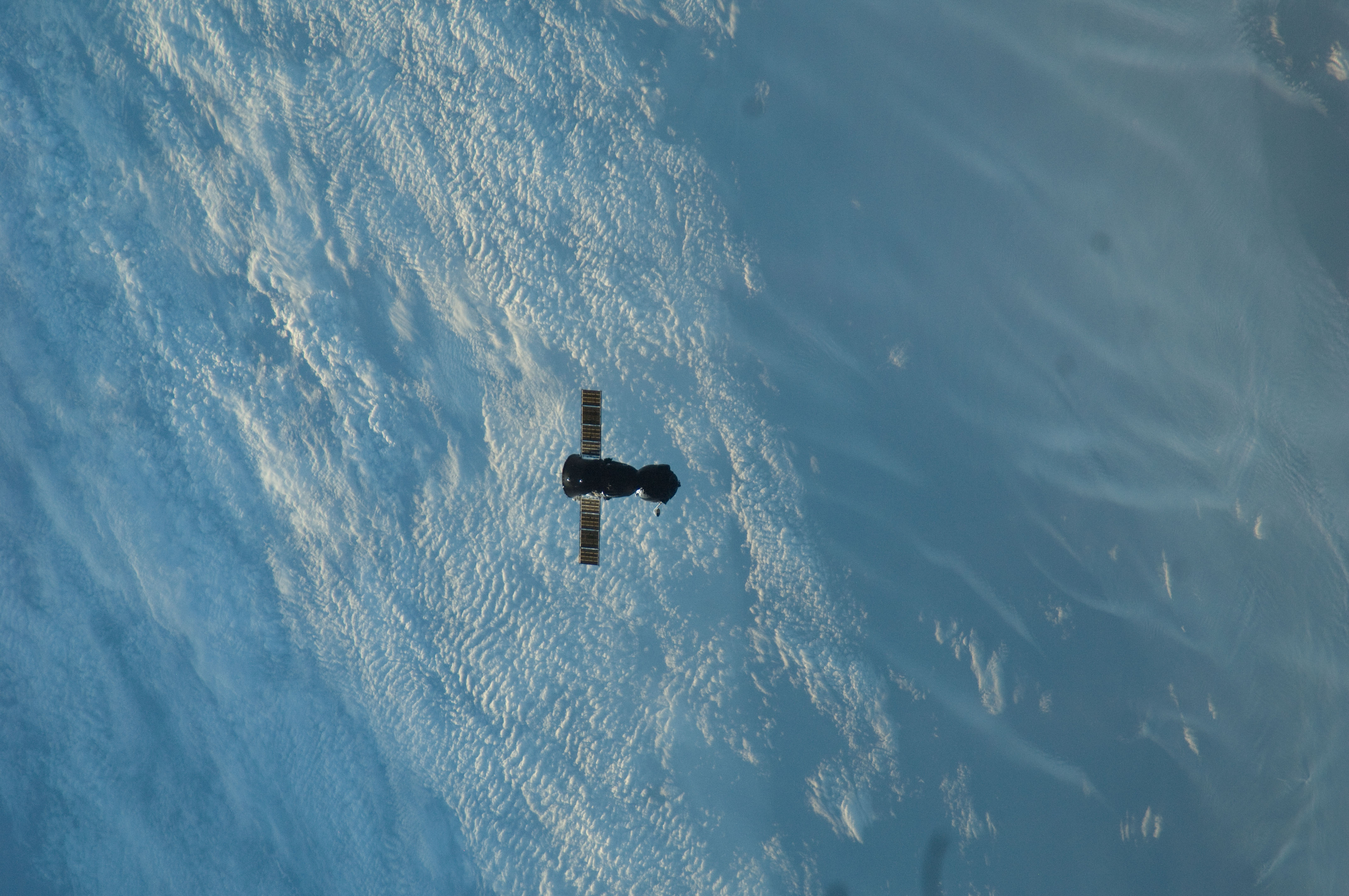
Союз TMA-22 після відльоту з МКС.
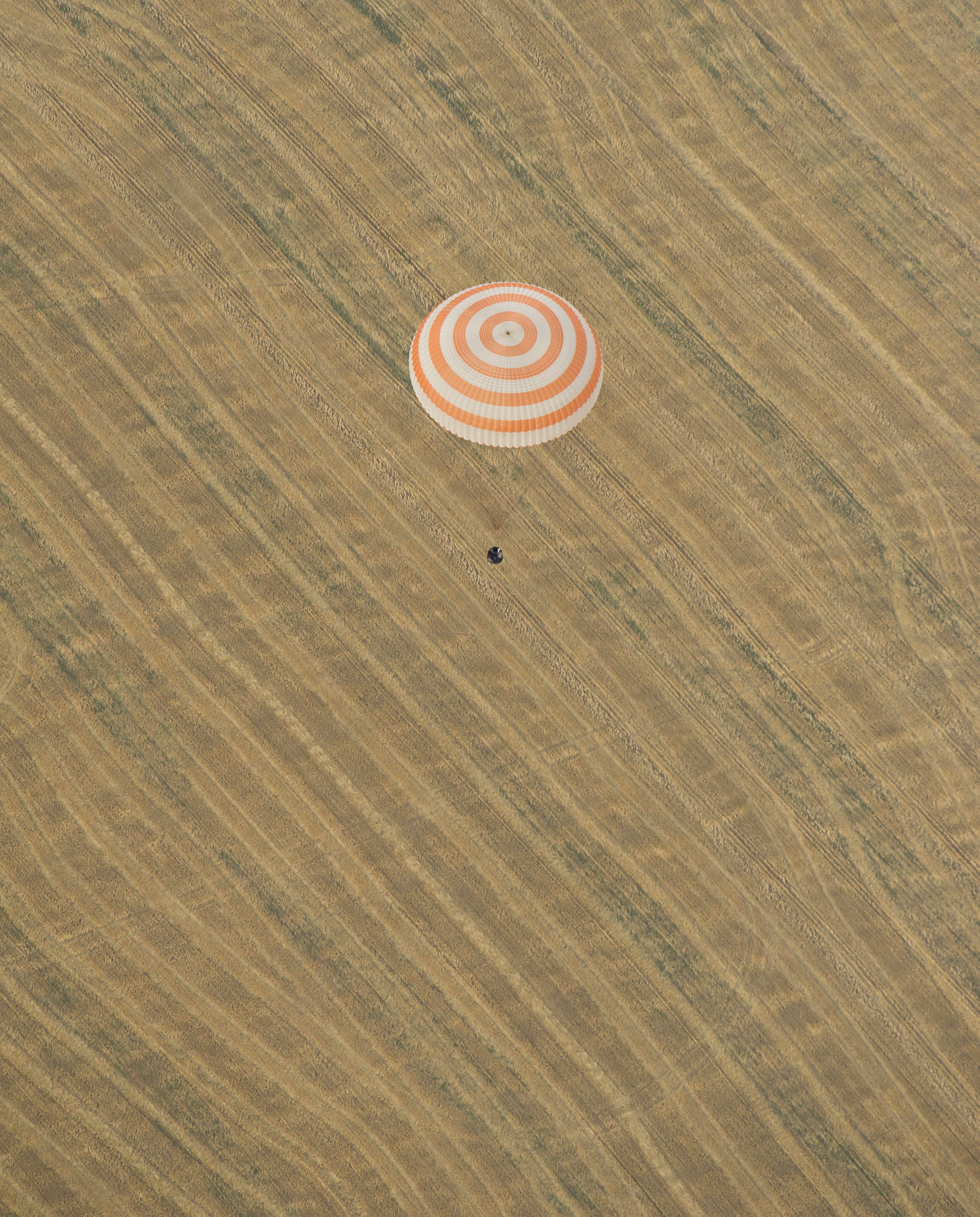
Капсула корабля відразу після посадки.
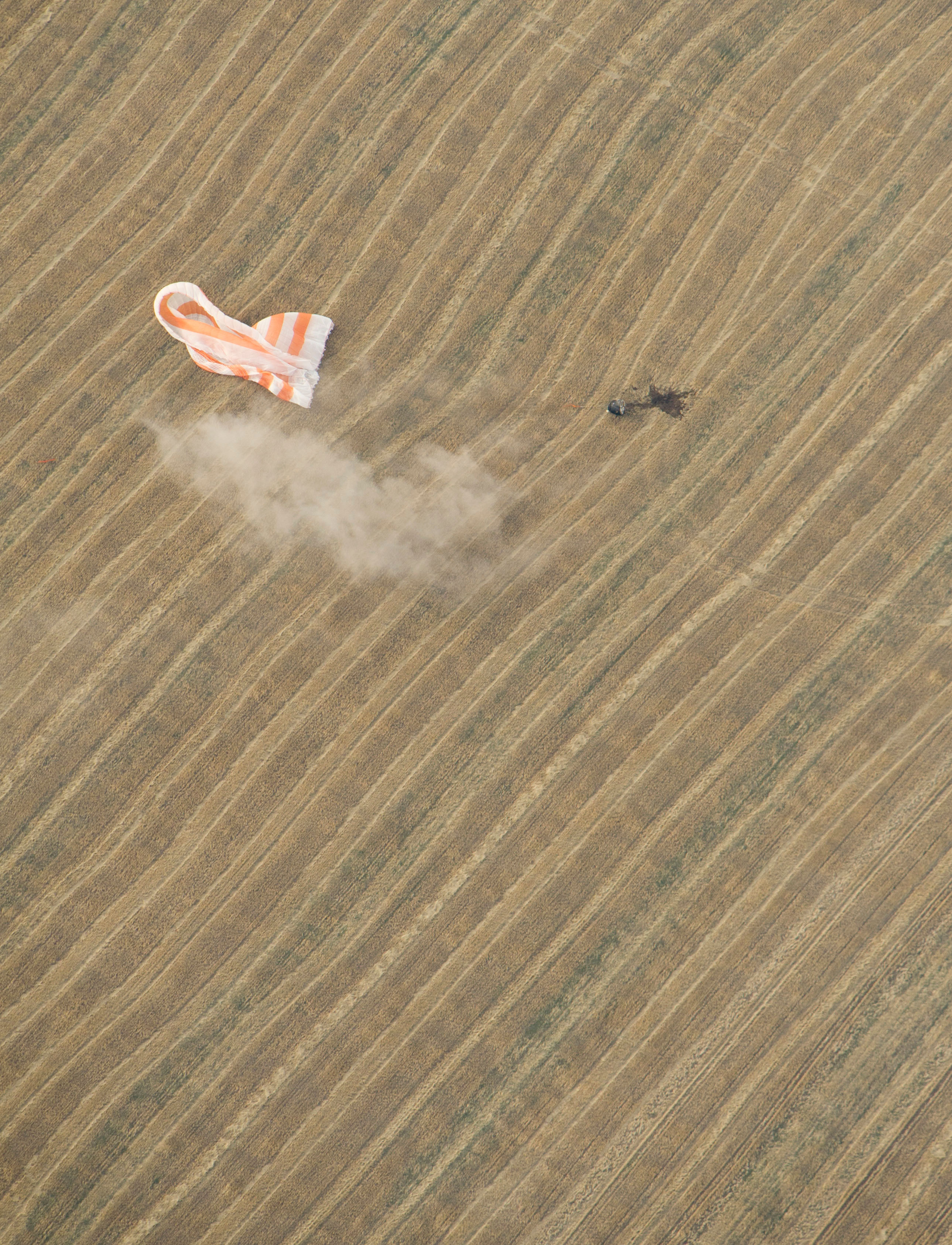
Капсула після посадки.
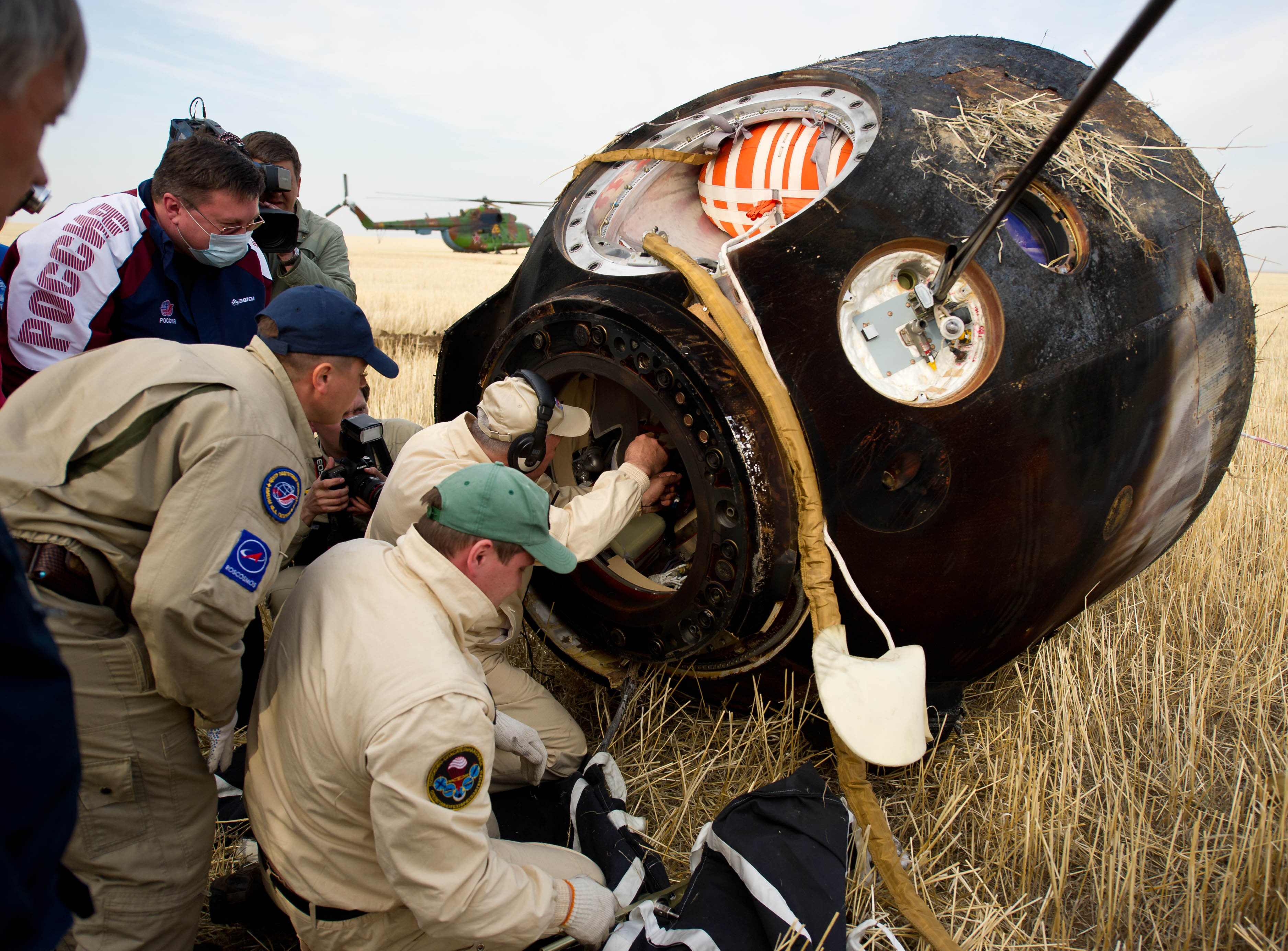
Обстеження членів екіпажу, що вийшли з капсули.
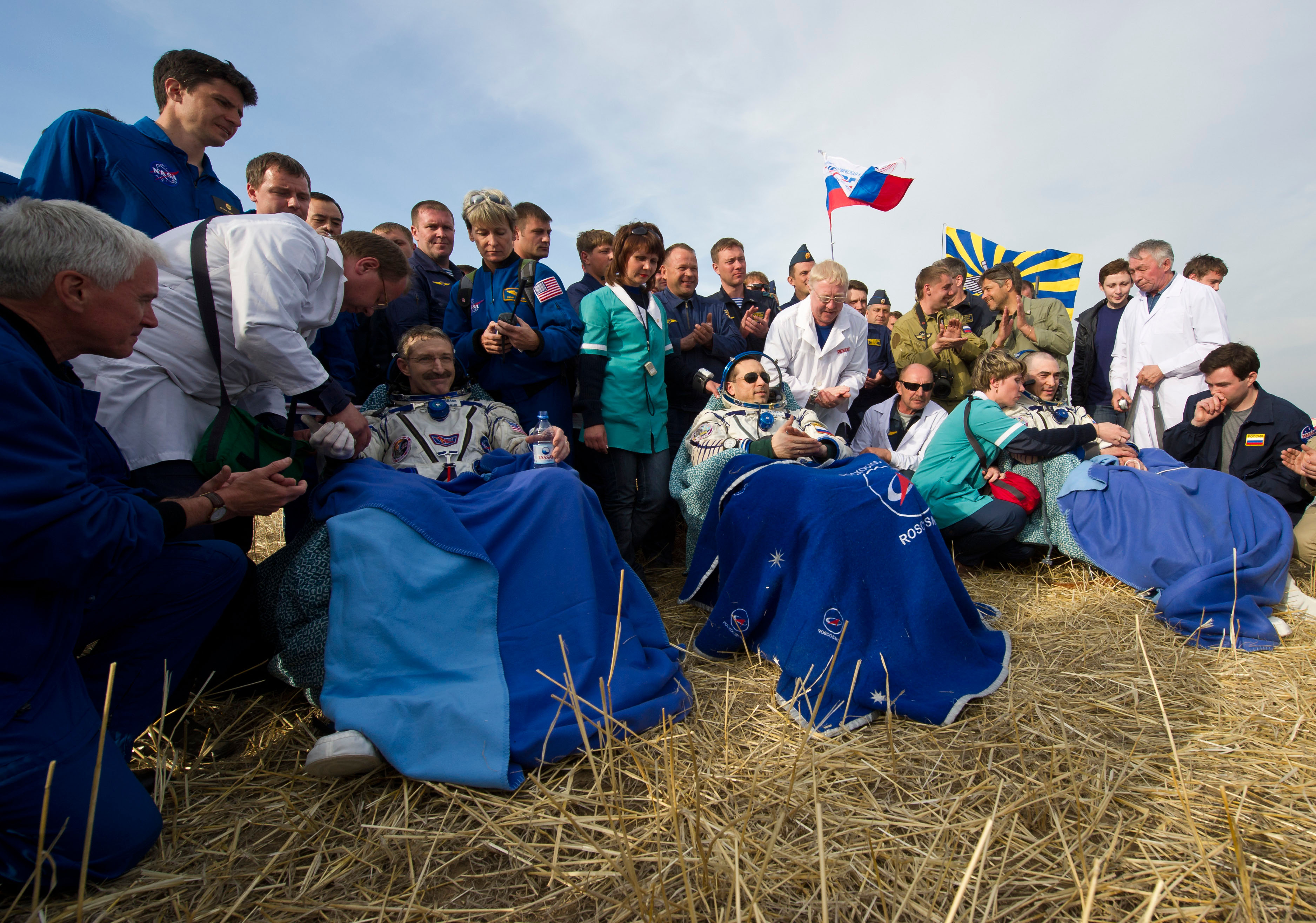
Члени екіпажу сидять у кріслах після приземлення.